# Numero ondulante
Un numero naturale viene definito ondulante, in una prefissata base, se è costituito esattamente da due sole cifre alternate, come ad esempio 353 o 585858 in base 10 oppure 10101 anche nel sistema di numerazione posizionale a base 2.
Un numero ondulante in una determinata base può non esserlo in un'altra e, più generalmente, i numeri ondulanti sono
del tipo xyxy...x oppure zkzk...k.
I primi numeri della serie nel sistema numerico decimale sono:
101, 121, 131, 141, 151, 161, 171, 181, 191, 202, 212, 232, 242, 252, 262, 272, 282, 292, 303, 313, 323, 343, 353, 363, 373, 383, 393, 404, 414, ...
(OEIS:A046075)
Il matematico David Moews ha dimostrato che esistono soltanto 4 numeri quadrati ondulanti in base 10 e più precisamente 121, 484, 676, e 69696.
La serie dei numeri ondulanti in almeno due distinte basi (purché minori o al più uguali alla base 16) sono:
10, 46, 50, 55, 67, 78, 85, 92, 98, 100, 104, 109, 119, 121, 130, 135, 136, 141, 145, 151, 154, 164, 166, 170, 178, 181,
182, 185, 191, 197, 200.
Sempre in base 10, ad oggi è nota una sola potenza con esponente superiore: 343 = 73.
I primi numeri di Harshad ondulanti sono: 171, 252, 414, 828, 1010, 1212, 1818, 2020, 2424, 3030, 3636, 4040, 4848, 5050, 5454, 6060, 7070, 7272, 8080, 9090, 10101, 13131, 20202, 23232, 26262, 30303, 39393.